# Csanda Sándor
Csanda Sándor (Kisújfalu, 1927. augusztus 3. – Pozsony, 1989. július 10.) irodalomtörténész, egyetemi tanár, Csemadok elnökségi tag.

## Élete
Iskoláit Érsekújvárott és Budapesten végezte. 1952-ben Pozsonyban szerzett magyar–szlovák szakos tanári diplomát. 1951-ben részt vett a Comenius Egyetem magyar nyelv és irodalom tanszékének megszervezésében. Itt lett tanársegéd 1951–1954 között, majd adjunktus 1954–1962 között. 1960-tól 1968-ig vezeti az 1959-ben alapított Pedagógiai Intézet magyar tagozatát. 1962–1974 között docens, 1974-től egyetemi tanár, 1968-tól, illetve 1975-től 1986-ig vezeti a pozsonyi magyar tanszéket.
Szöveggyűjteményt adott ki a szlovák-magyar irodalmi kapcsolatok köréből. Egyetemi jegyzetként kiadta a régi magyar irodalom történetét. Fontosak kapcsolattörténeti kutatásai és tanulmányai 1918-tól a 20. század végéig. Kritikusként is tevékenykedett. Szerkesztette a Magyar irodalmi hagyományok szlovákiai lexikonát (1981). A csehszlovákiai Nemzetiségkutató Szakbizottság tagja, a Szlovák Írók Szövetsége Magyar Szekciójának titkára volt.

## Kitüntetései
- 1969 Madách Imre Irodalmi Díj
- 1971 Szlovák Írók Szövetségének Nemzetiségi Díja
- 1986 Szocialista Kultúráért

## Művei
- 1959 Magyar-szlovák kulturális kapcsolatok. Bratislava
- 1962 Valóság és illúzió. Bratislava
- 1965 Hidak sorsa. Bratislava
- 1968/1982 Első nemzedék - A csehszlovákiai magyar irodalom keletkezése és fejlődése. Bratislava
- 1971 Harmadik nemzedék. Kritikák és tanulmányok. Bratislava
- 1977 Szülőföld és irodalom. Bratislava
- 1980 Fábry Zoltán. Bratislava
- 1985 Nemzetiségi irodalmunk és kapcsolatai. Bratislava
- 1986 Szülőföldünk régebbi irodalmi hagyományai. Bratislava